# Aratea des Avienus
Die Aratea des Avienus ist eine von dem Dichter Avienus Mitte des 4. Jh. n. Chr. angefertigte Übersetzung des auf Griechisch verfassten astronomischen Lehrgedichtes Phainomena des Aratos von Soloi in die lateinische Sprache.